# Kluane-Nationalpark
Der Kluane-Nationalpark (kluː'ɑːniː; englisch Kluane National Park and Reserve of Canada, französisch Parc national et réserve de parc national du Canada Kluane) ist ein im Südwesten des Yukon gelegener, 1976 gegründeter kanadischer Nationalpark mit einer Fläche von 22.016 km². Zu ihm gehört der höchste Berg des Landes: Der Mount Logan (5959 m). 82 Prozent seiner Fläche sind vom Kluane Icefield und den von diesem gespeisten Gletschern bedeckt. Im Nordosten grenzt der Kluane Lake an den Nationalpark. Der Park ist der viertgrößte in Kanada und der größte im Yukon. Bei dem Park handelt es sich um ein Schutzgebiet der IUCN-Kategorie II (Nationalpark), welcher von Parks Canada, einer Crown Agency (Bundesbehörde), verwaltet wird. Abweichend von den meisten anderen kanadischen Nationalpark trägt er den Zusatz Reserve. Der Zusatz ergibt sich aus anderen Nutzungsrechten für die lokalen Indigene Völker.
1979 wurde der Park, zusammen mit dem US-amerikanischen Wrangell-St.-Elias-Nationalpark, von der UNESCO zu einem grenzüberschreitenden Weltnaturerbe erklärt. Dieses Weltnaturerbe wurde 1992 noch um den US-amerikanischen Glacier-Bay-Nationalpark und 1994 um den kanadischen Tatshenshini-Alsek Provincial Park ergänzt. Sie bilden die transnationale Welterbestätte des Parksystems Kluane / Wrangell-St. Elias / Glacier Bay / Tatshenshini-Alsek.

## Name
Der Name wurde abgeleitet von Lu'An Mün, einem Wort der Tutchonen, das „See mit vielen Fischen“ bedeutet.

## Aktivitäten
Auf einigen Wegen ist Mountainbiking möglich und der Park ist ein Paradies für Wanderer, für die es Wege und Routen unterschiedlicher Länge und Schwierigkeit gibt. Wege sind meist angelegt, gut markiert, teilweise mit Brücken versehen, es ist relativ einfach ihnen zu folgen und teilweise gibt es primitive Zeltplätze. Routen bezeichnen eine grobe Wanderrichtung und fordern wegen der  Höhenunterschiede und Flussquerungen den Wanderer wesentlich mehr.

### Wege
- St. Elias Lake; Länge: 3,8 km, Höhenunterschied: 120 m, maximale Höhe: 880 m, Schwierigkeitsgrad: einfach, Dauer: 2 bis 4 Stunden, Startpunkt: 60 km südlich von Haines Junction auf der Haines Road
- Mush Lake Road; Länge: 22 km, Höhenunterschied: 30 m, maximale Höhe: 760 m, Schwierigkeitsgrad: einfach, Dauer: 1 bis 2 Tage, Startpunkt: 55 km südlich von Haines Junction auf der Haines Road, Mountainbikes erlaubt
- Shorty Creek; Länge: 12 km, Höhenunterschied: 270 m, maximale Höhe: 1.000 m, Schwierigkeitsgrad: durchschnittlich, Dauer: 6 bis 9 Stunden, Startpunkt: 55 km südlich von Haines Junction auf der Haines Road
- Cottonwood; Länge: 83 km, Höhenunterschied: 520 m, maximale Höhe: 1.310 m, Schwierigkeitsgrad: schwierig, Dauer: 4 bis 6 Tage, Startpunkt: 27 oder 55 km südlich von Haines Junction auf der Haines Road, Rundweg, Mountainbikes teilweise erlaubt
- Rock Glacier; Länge: 600 m, Höhenunterschied: 90 m, maximale Höhe: 790 m, Schwierigkeitsgrad: einfach, Dauer: 0,5 bis 2 Stunden, Startpunkt: 45 km südlich von Haines Junction auf der Haines Road
- Kokanee; Länge: 300 m, Höhenunterschied: 120 m, maximale Höhe: 3 m, Schwierigkeitsgrad: einfach, Dauer: 10 bis 30 Minuten, Startpunkt: Kathleen Lake Tagesnutzungsbereich, 27 km südlich von Haines Junction auf der Haines Road
- Auriol; Länge: 15 km, Höhenunterschied: 400 m, maximale Höhe: 1.160 m, Schwierigkeitsgrad: durchschnittlich, Dauer: 4 bis 6 Stunden, Startpunkt: 7 km südlich von Haines Junction auf der Haines Road, Rundweg
- Dezadeash River; Länge: 4,8 km, Höhenunterschied: 15 m, maximale Höhe: 640 m, Schwierigkeitsgrad: einfach, Dauer: 1 bis 2 Stunden, Startpunkt: Haines Junction Visitors Centre oder an der Brücke über den Dezadeash River, Rundweg
- Alsek; Länge: 26 km, Höhenunterschied: 90 m, maximale Höhe: 610 m, Schwierigkeitsgrad: einfach, Dauer: 1 bis 3 Tage, Startpunkt: 10 km nördlich von Haines Junction auf dem Alaska Highway, Mountainbikes erlaubt
- Bullion Creek; Länge: 5,8 km, Höhenunterschied: 150 m, maximale Höhe: 940 m, Schwierigkeitsgrad: einfach, Dauer: 4 bis 6 Stunden, Startpunkt: Sheep Mountain Information Centre, 72 km nördlich von Haines Junction auf dem Alaska Highway, Mountainbikes erlaubt
- Sheep-Bullion Plateau; Länge: 12 km, Höhenunterschied: 880 m, maximale Höhe: 1.620 m, Schwierigkeitsgrad: durchschnittlich, Dauer: 6,5 bis 8 Stunden, Startpunkt: Sheep Mountain Information Centre, 72 km nördlich von Haines Junction auf dem Alaska Highway
- Sheep Creek; Länge: 3,8 km, Höhenunterschied: 430 m, maximale Höhe: 1.280 m, Schwierigkeitsgrad: durchschnittlich, Dauer: 3 bis 6 Stunden, Startpunkt: Sheep Mountain Information Centre, 72 km nördlich von Haines Junction auf dem Alaska Highway.
- Soldiers Summit; Länge: 0,5 km, Höhenunterschied: 90 m, maximale Höhe: 880 m, Schwierigkeitsgrad: einfach, Dauer: 20 bis 90 Minuten, Startpunkt: 1 km nördlich vom Sheep Mountain Information Centre, 73 km nördlich von Haines Junction auf dem Alaska Highway

### Routen
- Onion Lake; Länge: 35 km, Höhenunterschied: 830 m, maximale Höhe: 1.380 m, Schwierigkeitsgrad: für erfahrene Wanderer, Dauer: 3 bis 5 Tage, Startpunkt: Dalton Post, 84 km südlich von Haines Junction auf der Haines Road, Mountainbikes teilweise erlaubt
- Goatherd; Länge: 60 km, Höhenunterschied: 640 m, maximale Höhe: 1.190 m, Schwierigkeitsgrad: für erfahrene Wanderer, Dauer: 7 bis 11 Tage, Startpunkt: 55 km südlich von Haines Junction auf der Haines Road, Mountainbikes teilweise erlaubt
- King’s Throne; Länge: 5 km, Höhenunterschied: 1.220 m, maximale Höhe: 1.980 m, Schwierigkeitsgrad: für erfahrene Wanderer, Dauer: 4 bis 10 Stunden, Startpunkt: Kathleen Lake Tagesnutzungsbereich, 27 km südlich von Haines Junction auf der Haines Road
- Quill Creek South; Länge: 18 km, Höhenunterschied: 730 m, maximale Höhe: 1.580 m, Schwierigkeitsgrad: schwierig, Dauer: 2 bis 4 Tage, Startpunkt: 13 km nördlich von Haines Junction auf der Haines Road
- Mt. Decoeli; Länge: 9 km, Höhenunterschied: 1.340 m, maximale Höhe: 2.330 m, Schwierigkeitsgrad: für erfahrene Wanderer, Dauer: 7 bis 11 Stunden, Startpunkt: 25 km nördlich von Haines Junction auf dem Alaska Highway
- Kimberly Meadow; Länge: 62 km, Höhenunterschied: 1.219 m, maximale Höhe: 1.890 m, Schwierigkeitsgrad: für erfahrenen Wanderer, Dauer: 3 bis 5 Tage, Startpunkt: 25 km nördlich von Haines Junction auf der Haines Road, Rundweg
- Slims East; Länge: 23 km, Höhenunterschied: 910 m, maximale Höhe: 1.680 m, Schwierigkeitsgrad: schwierig, Dauer: 2 bis 4 Tage, Startpunkt: 3 km südlich vom Sheep Mountain Information Centre, 69 km nördlich von Haines Junction auf dem Alaska Highway, Mountainbikes erlaubt
- Vulcan Creek; Länge: 10 km, Höhenunterschied: 790 m, maximale Höhe: 1.580 m, Schwierigkeitsgrad: für erfahrene Wanderer, Dauer: 1 bis 2 Tage, Startpunkt: 3 km südlich vom Sheep Mountain Information Centre, 69 km nördlich von Haines Junction auf dem Alaska Highway
- Kluane Plateau; Länge: 7 km, Höhenunterschied: 975 m, maximale Höhe: 1.770 m, Schwierigkeitsgrad: für erfahrene Wanderer, Dauer: 7 bis 11 Stunden, Startpunkt: 3 km südlich vom Sheep Mountain Information Centre, 69 km nördlich von Haines Junction auf dem Alaska Highway
- Slims West; Länge: 30 km, Höhenunterschied: 910 m, maximale Höhe: 2.114 m, Schwierigkeitsgrad: schwierig, Dauer: 3 bis 5 Tage, Startpunkt: Sheep Mountain Information Centre, 72 km nördlich von Haines Junction auf dem Alaska Highway, teilweise Mountainbikes erlaubt
- Sheep Mountain Ridge; Länge: 11 km, Höhenunterschied: 1.310 m, maximale Höhe: 1.920 m, Schwierigkeitsgrad: schwierig, Dauer: 6 bis 10 Stunden, Startpunkt: 2 km nördlich vom Sheep Mountain Information Centre, 74 km nördlich von Haines Junction auf dem Alaska Highway, Rundweg
- Sheep-Congdon; Länge: 25 km, Höhenunterschied: 910 m, maximale Höhe: 1.710 m, Schwierigkeitsgrad: durchschnittlich, Dauer: 2 bis 3 Tage, Startpunkt: Sheep Mountain Information Centre, 72 km nördlich von Haines Junction auf dem Alaska Highway, Rundweg
- Williscroft Canyon; Länge: 2 km, Höhenunterschied: 240 m, maximale Höhe: 1.040 m, Schwierigkeitsgrad: durchschnittlich, Dauer: 1,5 bis 3 Stunden, Startpunkt: 9 km nördlich vom Sheep Mountain Information Centre, 81 km nördlich von Haines Junction auf dem Alaska Highway
- Donjek; Länge: 96 km, Höhenunterschied: 2.700 m, maximale Höhe: 2.070 m, Schwierigkeitsgrad: für erfahrene Wanderer, Dauer: 6 bis 10 Tage, Startpunkt: Duke River, 9 km nördlich von Burwash Landing Centre, 81 km nördlich von Haines Junction auf dem Alaska Highway, Rundweg